# Ямщиков Юрій Олександрович
Ю́рій Олекса́ндрович Ямщико́в (Ямщіков) (17 травня 1991 — 30 жовтня 2015) — солдат 93-ї окремої механізованої бригади Збройних Сил України, учасник російсько-української війни.

## Життєпис
Народився 1991 року в місті Павлоград Дніпропетровської області (за іншими даними — в Луганську. Мешкав у підміському селищі Бельбес, навчався в павлоградській середній школі № 2 Павлограда, по тому закінчив Тернівський професійний гірничий ліцей, здобувши спеціальність машиніста; працював підземним електрослюсарем на шахті.
16 лютого 2015 року мобілізований; солдат, заступник командира бойової машини—навідник 3-го батальйону, 93-тя окрема механізована бригада.
30 жовтня 2015-го проросійські терористи з гранатометів та стрілецької зброї обстріляли позиції українських військ поблизу селища Піски Ясинуватського району. Двоє бійців зазнали поранень; Юрія у важкому стані везли до шпиталю, помер в дорозі. 
Похований у Павлограді 3 листопада 2015 року.
Був круглим сиротою, без Юрія лишилася сестра, бабуся й дядько.

## Нагороди та вшанування
За особисту мужність, сумлінне та бездоганне служіння Українському народові, зразкове виконання військового обов'язку відзначений — нагороджений
- орденом «За мужність» ІІІ ступеня (16.1.2016, посмертно)[2]